# Grimes, Alabama
Grimes là một thị trấn thuộc quận Dale, tiểu bang Alabama, Hoa Kỳ. Dân số năm 2009 là 453 người, mật độ đạt 140 người/km².